# HTC First
HTC First là dòng điện thoại thông minh chạy hệ điều hành Android được HTC phát hành vào ngày 12 tháng 4 năm 2013. Sản phẩm được giới thiệu lần đầu tiên trong một sự kiện báo chí do Facebook tổ chức ngày 4 tháng 4 năm 2013. Đây là sản phẩm kế nhiệm cho bộ đôi thiết bị hợp tác với Facebook phát hành năm 2011. HTC First là thiết bị Android đầu tiên và duy nhất được cài sẵn giao diện người dùng riêng của Facebook, Facebook Home.
Mặc dù được đánh giá là một sản phẩm hấp dẫn trong tầm giá nhờ chất lượng hiển thị tốt và tùy chọn sử dụng Android gốc bên dưới giao diện Facebook Home mặc định, HTC First cũng phải nhận về nhiều đánh giá tiêu cực vì camera kém và thiếu bộ nhớ ngoài. Không chỉ vậy, dòng sản phẩm còn phải chịu nhiều ảnh hưởng bởi sự đón nhận không mấy tích cực đối với Facebook Home. Theo báo cáo của AT&T, HTC chỉ bán được tổng cộng 15.000 thiết bị sau khi ra mắt. ReadWrite và Time đều gọi đây là một trong những thất bại lớn nhất ngành công nghệ năm 2013.

## Phát triển
Vào năm 2011, HTC phát hành bộ đôi điện thoại thông minh giá rẻ HTC ChaCha và HTC Salsa. Cả hai dòng điện thoại đều cài sẵn các ứng dụng của Facebook, tích hợp Facebook vào giao diện HTC Sense và trang bị một phím Facebook chuyên dụng để truy cập nhanh vào các chức năng chia sẻ. Người sáng lập Facebook Mark Zuckerberg đã chính thức giới thiệu về hai thiết bị này trong một bài phát biểu được ghi hình trước trong buổi ra mắt, đồng thời hứa hẹn về khả năng sẽ có thêm nhiều "điện thoại Facebook" ra mắt trong tương lai gần. Cuối năm đó, các tin đồn bắt đầu xuất hiện về một dòng điện thoại hợp tác giữa Facebook và HTC gọi là "Buffy" (theo loạt phim truyền hình Buffy the Vampire Slayer). Đây sẽ là một dòng điện thoại Android với giao diện được tùy biến. Ngoài ra, một nhân viên của Facebook cũng ngầm xác nhận đây sẽ là một dòng điện thoại có "tính xã hội sâu sắc" (deeply social), ám chỉ việc Facebook sẽ được tích hợp sâu vào thiết bị.
Thông số kỹ thuật của thiết bị lần đầu bị rò rỉ bởi một nhân viên của HTC vào cuối năm 2012. Người này tuyên bố rằng thiết bị mang tên gọi "Opera UL" với màn hình 1280x720, bộ xử lý đồ họa Adreno 305 cùng vi xử lí Snapdragon 1,4 GHz. Các thông tin trên sau này được xác nhận là chính xác.
Vào đầu năm 2013, có báo cáo cho biết HTC đang chuẩn bị ra mắt một dòng điện thoại thông minh hợp tác với Facebook với tên mã được sửa đổi là "Myst". Đây là một dòng điện thoại tầm trung, được cài sẵn giao diện người dùng mới do Facebook phát triển có tên là "Facebook Home". Một bản thiết kế bị rò rỉ vào ngày 3 tháng 4 năm 2013 đã tiết lộ thiết kế của dòng điện thoại và tên gọi chính thức của nó, HTC First. Cả Facebook Home và HTC First đều được ra mắt trong cuộc họp báo của Facebook được tổ chức vào ngày 4 tháng 4 năm 2013. AT&T chính thức phát hành độc quyền HTC First tại Hoa Kỳ vào ngày 12 tháng 4 năm 2013.

## Thông số kỹ thuật

### Phần cứng
HTC First là dòng điện thoại thông minh tầm trung sở hữu vi xử lí lõi kép Qualcomm Snapdragon 1.4 GHz có hỗ trợ LTE. Máy có pin 2000 mAh, RAM 1 GB và bộ nhớ trong 16 GB không thể mở rộng. Màn hình của máy là màn hình Super LCD 720p 4,3 inch. Ngoài ra, HTC First được trang bị 1 camera sau 5 megapixel và 1 camera trước 1,6 megapixel. Mặt ngoài của máy có thiết kế tối giản với cạnh bo tròn, ba nút điện dung bên dưới màn hình. HTC First có 4 tùy chọn màu sắc bao gồm đen, xanh nhạt, đỏ và trắng.

### Phần mềm
HTC First chạy Android 4.1.2 "Jelly Bean" với giao diện Facebook Home được phát triển nhằm tích hợp trực tiếp các tính năng của Facebook lên điện thoại. Facebook Home bao gồm màn hình chính và màn hình khóa thay thế được gọi là Cover Feed (tổng hợp nội dung do bạn bè đăng trên Facebook cùng với thông báo từ các ứng dụng khác). Người dùng có khả năng nhắn tin (qua Facebook hoặc SMS) từ bất kỳ ứng dụng nào bằng lớp phủ "Chat Heads". HTC First cũng là điện thoại thông minh đầu tiên tích hợp sẵn ứng dụng Instagram. Mặc dù Facebook Home đã hỗ trợ cho nhiều dòng điện thoại Android khác nhau, nhưng việc tích hợp một số chức năng hệ thống nhất định (chẳng hạn như khả năng hiển thị thông báo không phải của Facebook trên màn hình khóa) chỉ dành riêng cho First do những hạn chế về mặt kỹ thuật.
Nếu Facebook Home bị vô hiệu hóa, điện thoại sẽ chạy giao diện Android 4.1 gốc. Đây là thiết bị HTC đầu tiên kể từ dòng điện thoại T-Mobile G2 có thể sử dụng giao diện Android gốc.

## Đón nhận

### Đánh giá chuyên môn
HTC First nhận về nhiều đánh giá trái chiều sau khi ra mắt. Dieter Bohn của The Verge và Bradford của DigitalTrend khen ngợi thiết kế của máy, cho rằng nó sánh ngang với các dòng điện thoạt Android cao cấp. Họ cũng đánh giá cao màn hình điện thoại với độ phân giải lớn giúp hình ảnh hiển thị sắc nét cùng góc nhìn rất rộng, nhưng chất lượng camera chỉ được đánh giá ở mức "ổn". Các bức ảnh được chụp thường có vấn đề dù điều kiện chiếu sáng ở mức tốt.  Alex Roth của TechRadar cho rằng "chiếc điện thoại lõi kép tử tế cuối cùng từng được sản xuất". Anh dành lời khên cho hiệu suất vượt trên tầm giá của máy, việc trang bị Android gốc và khả năng kết nối mạng bằng chuẩn LTE với tốc độ đáng kinh ngạc, nhưng lại không đánh giá cao chất lượng camera cùng việc thiều khả năng mở rộng bộ nhớ ngoài. Anh cùng cho rằng việc một chiếc "Facebook phone" không được trang bị nút bấm camera chuyên dụng là một "sai lầm lớn". Alex Colon của PC Mag đánh giá tích cực về thiết kế, màn hình và chất lượng âm thanh, nhưng cũng đồng thời nêu lên các vấn đề như thiếu hỗ trợ bộ nhớ ngoài, chất lượng camera trung bình và việc sử dụng Android gốc (một điều mà Alex cho là không phù hơp đối với người dùng phổ thông, đồng thới khiến First không nhận được các bản cập nhật Android mới trong tương lai). Florence Ion của Arstechnica đánh giá cao khả năng cầm nắm thoái mái của thiết bị, sự mượt mà khi sử dụng dù chỉ được trang bị vi xử lí tầm trung và camera "đủ ổn". Tuy nhiền, cô cho rằng vị trí đặt cổng sạc là không hợp lí, đồng thời cũng lưu ý các quảng cáo sẽ xuất hiện khi sử dụng Facebook Home.

### Đón nhận thương mại
Vào ngày 13 tháng 5 năm 2013, các báo cáo được xuất bản tiết lộ AT&T chỉ bán được 15.000 chiếc HTC First kể từ khi ra mắt. Bản báo cáo còn cho rằng hãng đang có kế hoạch ngừng sản xuất thiết bị này do cả người dùng và đại diện bán hàng đều không mấy mặn mà với chúng. Các báo cáo được đưa ra ngay sau khi AT&T hạ giá First từ 99,99 đô la xuống 0,99 đô la kèm hợp đồng viễn thông hai năm trong một chương trình khuyến mại. AT&T sau đó đã bác bỏ thông tin trên. Để giải quyết các vấn đề liên quan đến Facebook Home, lịch phát hành First ở Anh đã bị hoãn vô thời hạn.
Vào tháng 12 năm 2013, tạp chí Time đã gọi HTC First là một trong 47 "khoảnh khắc tồi tệ nhất lĩnh vực công nghệ" năm 2013. Trong một bài viết của tờ ReadWrite, First cũng được xướng tên trong "top 10 thất bại công nghệ lớn nhất 2013". Bài báo đánh giá: "Tương tự như Carrie Underwood trong phiên bản làm lại của chương trình "Sound of Music Live!", HTC First ban đầu là một ý tưởng thú vị, nỗ lực tích hợp một thứ rất được ưa chuộng (Facebook) vào một thiết bị quen thuộc (điện thoại thông minh). Và giống như sự kiện kia, nó rõ ràng đã trở thành một thảm họa".